# Grupo Multimedios
Grupo Multimedios é um conglomerado de mídia mexicano com participações em televisão aberta, rádio, publicação e entretenimento.
A empresa está sediada em Monterrei.

## História
Multimedios foi fundada em 1940, quando Jesús Dionisio González adquiriu a estação de rádio XEX de Monterrei, onde trabalhava anteriormente por 12.500 pesos. Após a Segunda Guerra Mundial, o governo mexicano solicitou o indicativo XEX para construir uma estação nacional de canal livre, e González selecionou as letras de chamada XEAW, que antes pertenciam a uma estação em Reynosa, Tamaulipas. Na década de 1950, o grupo ficou conhecido como Organización Estrellas de Oro ("Organização Estrelas Douradas"), que na década de 1990 mudou seu nome para Multimedios Estrellas de Oro e posteriormente Grupo Multimedios.
Multimedios entrou no mercado de televisão em 1968, quando lançou XHAW-TV canal 12 em Monterrei. Uma expansão adicional viria nas décadas de 1980 e 1990, quando o governo federal disponibilizou dezenas de novas estações de rádio e TV, levando a Multimedios a estabelecer uma presença de transmissão em cidades como Tijuana, Chihuahua e Tampico.

## Holdings de mídia

### Estações de rádio
Possui 37 estações de rádio e opera outras cinco. O portfólio de estações está concentrado principalmente no nordeste do México, incluindo 14 estações em Monterrei; por meio de uma combinação de aquisições, acordos operacionais e estações conquistadas no leilão IFT-4 de 2017, a Multimedios aumentou sua presença no estado de Veracruz e no oeste e centro do México. Além disso, a Multimedios possui três estações de rádio na Costa Rica, adquiridas em 2018 na compra do Grupo Latino de Radiodifusión da PRISA e do Grupo Nación, e a Top Radio 97.2 em Madrid.

### Redes de televisão
A Multimedios entrou no mercado de televisão em 1968, quando lançou o canal 12 da XHAW-TV em Monterrei. Nas décadas de 1980 e 1990, a rede de televisão se expandiu para uma presença regional centrada nos estados de Coahuila, Nuevo León e Tamaulipas. No leilão da estação IFT-6 de 2017, a Multimedios obteve seis concessões adicionais para estações de televisão na Cidade do México, Guadalajara, Puebla, Ciudad Juárez, Durango e Monclova, representando uma grande expansão no centro do México. 
Em 29 de julho de 2017, a Multimedios lançou um canal de televisão separado na Costa Rica, no canal 44, por meio de um contrato de licenciamento com a Fundación Internacional de las Américas.
Além disso, a Multimedios é proprietária do canal de notícias a cabo Milenio Televisión, que compartilha recursos com o jornal Milenio.

### Jornalismo
Jesús Dionisio González fundou o jornal Diario de Monterrey (Jornal de Monterrei) em 1974. Em 1º de janeiro de 2000, o jornal começou a ser publicado na Cidade do México e tornou-se um diário nacional, rebatizado de Milenio (Milênio). A empresa também edita diversas revistas.

### Publicidade exterior
Grupo POL é uma empresa de publicidade exterior com presença no México e em outros países da América Central.

## Esportes
Multimedios entrou no domínio da propriedade esportiva com a aquisição de 50% do time de beisebol Sultanes de Monterrey em fevereiro de 2017, com a outra metade detida pela lenda do beisebol mexicano José Maiz García, A empresa cresceu ainda mais no esporte em 2018 ao comprar a Fuerza Regia da Liga Nacional de Baloncesto Profesional, bem como quatro franquias de expansão LNBP e ao se tornar acionista majoritário do time de beisebol Bravos de León um movimento que permitiu ao clube jogar em 2019, eles venderam a equipe desde então.

## Outras participações
As participações da Multimedios incluem a imobiliária Altea Desarrollos; três vinícolas espanholas, Lleiroso, Bodega de Sarría e Inversiones Vitivinícolas, com uma produção combinada de 7,5 milhões de garrafas de vinho por ano, o parque de diversões Bosque Mágico (Magic Forest) em Monterrei.
Em 2015, a Comercializadora Jubileo subsidiária da Multimedios anteriormente dedicada à criação de brinquedos para parques de diversões, conseguiu um contrato com o governo do estado no valor de 538 milhões de pesos para a construção de uma estação de tratamento de água um novo governo estadual rescindiu o contrato em 2016. A Procuradoria-Geral de Nuevo León posteriormente alegou que Jubileo havia vencido o contrato apesar de sua falta de experiência anterior em tratamento de água e falha em atender aos requisitos de licitação.

## Ex-propriedades

### Televisão por assinatura
Multimedios detinha anteriormente 50% da Televisión Internacional, S.A. de C.V. que é negociada como Cablevisión Monterrey, a Cablevisión fornecia serviços de cabo e internet para a área metropolitana de Monterrei. Em 2016, Multimedios vendeu sua participação para o outro proprietário de 50 por cento a Televisa, e a Cablevisión Monterrey foi incorporada à Izzi Telecom.

### Cinemas
A rede de cinemas MMCinemas foi fundada em 1981 e vendida em 2006, e depois vendida em 2008 para o Grupo México, que rebatizou todas as suas unidades como Cinemex.